# Ель-Карпіо
Ель-Карпіо (ісп. El Carpio) — муніципалітет в Іспанії, у складі автономної спільноти Андалусія, у провінції Кордова. Населення — 4596 осіб (2010).
Муніципалітет розташований на відстані близько 280 км на південь від Мадрида, 24 км на схід від Кордови.
На території муніципалітету розташовані такі населені пункти: (дані про населення за 2010 рік)
- Ель-Карпіо: 4203 особи
- Ла-Уельга: 14 осіб
- Маруанас: 322 особи
- Сан-Антоніо: 57 осіб

## Демографія
Динаміка населення (INE ):

## Галерея зображень

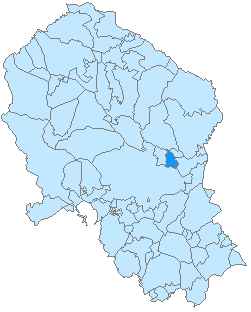
Розташування муніципалітету у провінції Кордова